# Hymne Vaudois
Der Hymne Vaudois (deutsch Waadtländische Hymne) ist die offizielle Staatshymne des Schweizer Kantons Waadt.

## Geschichte
Der patriotische Liedtext in französischer Sprache wird Samuel-Henri Rochat (1783–1859) zugeschrieben. Rochat stammte aus einer im Vallée de Joux ansässigen Familie und war später Oberst, Bezirksrichter und Grossrat. Im Jahr 1803 soll er nach der gängigen Auffassung das Gedicht verfasst haben, als die Waadt mit der Mediationsverfassung der Schweiz die politische Selbständigkeit als Kanton im neuen Bundesstaat erhalten hatte. Ein anderer Ausdruck für die neu gewonnene staatliche Freiheit zu Beginn der Mediation war der Wahlspruch Liberté et patrie, die als Devise das Kantons eingeführt wurde. Die Urheberschaft Samuel-Henri Rochats an der Kantonshymne ist aus zeitgenössischen Quellen nicht sicher bezeugt, und die Melodie stammt von einem unbekannten Komponisten.
Im 19. und 20. Jahrhundert wurde das Lied mehrmals abgedruckt, so auch im Liederbuch der Waadtländer Sektion des Schweizerischen Zofingervereins und im Singbuch für die Primarschulen der Westschweizer Kantone von 1918. Das Stück gehörte auch zum Musikprogramm des offiziellen Festspiels zur Jahrhundertfeier des Kantons Waadt im Jahr 1903 vom Komponisten Émile Jaques-Dalcroze. Der Text beginnt mit dem Spruch «Vaudois! un nouveau jour se lève» – auf Deutsch: Waadtländer, ein neuer Tag beginnt, der zum festen politischen und medialen Vokabular der Waadt gehört und in der Öffentlichkeit bei vielen Gelegenheiten zitiert wird. Auf politischen Versammlungen, besonders wenn sie am 24. Januar stattfinden, kommt die Kantonshymne im Festprogramm ebenso vor wie auch bei feierlichen Anlässen, so etwa der Amtseinführung des Grossen Rats des Kantons Waadt und des Staatsrats in der Kathedrale von Lausanne.
Manchmal werden nur einzelne Strophen und nicht die ganze Hymne gesungen, und mit der Zeit sind verschiedene Textvariationen in Gebrauch gekommen. Entstanden sind Arrangements für einen vierstimmigen Chor und auch eine Orchesterversion. Seit der Saison 2014/2015 ertönt die Kantonshymne manchmal bei Spielen des Lausanne Hockey Club und seit 2020 im neu eröffneten Fussballstadion Stade de la Tuilière bei Spielen des FC Lausanne-Sport.
In der jüngeren Zeit ist gelegentlich vorgeschlagen worden, es sollte als Ersatz für den zweihundertjährigen, vermeintlich veralteten Liedtext von Samuel-Henri Rochat eine neue Kantonshymne geschaffen werden. Der Schriftsteller und Satiriker André Marcel publizierte 1924 im Conteur vaudois einen neuen Textvorschlag. Doch die Kantonsbehörden wollten auf das traditionelle Lied nicht verzichten, und ein Regierungsrat hat auch einmal darauf hingewiesen, dass Rochat sogar aktuelle Themen wie etwa die Fürsorge für die Umwelt schon quasi vorweggenommen habe.

## Text
(1) Vaudois ! un nouveau jour se lève,
Il porte la joie en nos cœurs
La liberté n’est plus un rêve,
Les droits de l’homme sont vainqueurs.
De notre antique dépendance
Chassons l’importun souvenir,
Et du plus riant avenir
Osons concevoir l’espérance !
Refrain (bis):
Que dans ces lieux règnent à jamais
L’amour des lois, la liberté, la paix !
Que dans ces lieux …
(2) Que dans nos riantes campagnes
Cet heureux refrain soit chanté,
Que par l’écho de nos montagnes
Il soit mille fois répété.
Dans les bras d’une mère tendre,
Qu’il soit bégayé par l’enfant
Que la voix d’un sexe charmant
À nos guerriers le fasse entendre.
Que dans ces lieux …
Que dans ces lieux  …
(3) Voyez cette eau brillante et pure,
Ces coteaux, ce site enchanteur.
Enfants chéris de la nature,
Jouissons de notre bonheur !
De l’acte qui nous régénère
Révérons les feuillets sacrés
Qu’aux noms par la haine inspirés
Succède le doux nom de frère !
Que dans ces lieux  …
Que dans ces lieux  …
(4) Que la fermeté, la prudence,
Guident toujours le magistrat
Dans ses mains avec confiance
Laissons les rênes de l’État,
Libres, égaux, mais sans licence,
N’ayons pas les tristes regrets
D’avoir creusé par nos excès
Le tombeau de l’indépendance !
Que dans ces lieux …
Que dans ces lieux …
(5) Dieu puissant ! sur nos destinées
Répands de nouveau les bienfaits
Que nos passions enchaînées
Se taisent devant tes décrets.
Que, soumis à ta Providence,
Le Vaudois, plein de ton amour,
Puisse t’adresser chaque jour
L’hymne de sa reconnaissance :
Que dans ces lieux …
Que dans ces lieux …